# Microstylum ananthakrishnani
Microstylum ananthakrishnani là một loài ruồi trong họ Asilidae. Microstylum ananthakrishnani được Joseph & Parui miêu tả năm 1985. Loài này phân bố ở miền Ấn Độ - Mã Lai.